# ماركو بارون (لاعب كرة قدم)
ماركو بارون (بالسلوفينية: Marko Barun)‏ هو لاعب كرة قدم سلوفيني في مركز الدفاع، ولد في 7 يناير 1978 في جمهورية يوغوسلافيا الاشتراكية الاتحادية. لعب مع أبولون ليماسول وأريس ليماسول ونادي إيرميس أراديبو ونادي ماريبور.

## وصلات خارجية
- ماركو بارون (لاعب كرة قدم) على موقع قاعدة بيانات كرة القدم.إي يو (الإنجليزية)
- ماركو بارون (لاعب كرة قدم) على موقع Soccerway.com (الإنجليزية)